# Holomitrium calycinum
Holomitrium calycinum är en bladmossart som beskrevs av Mitten 1869. Holomitrium calycinum ingår i släktet Holomitrium och familjen Dicranaceae. Inga underarter finns listade i Catalogue of Life.